# 大池 (茨城県)
大池（おおいけ）は、茨城県桜川市大国玉に位置するため池。
JR水戸線に面している。霞ヶ浦用水路が接続されており、周辺の農業用水に利用されている。東側に台山高森工業団地がある。冬には、ハクチョウが飛来する。